# Montgolfier fivérek
Joseph-Michel Montgolfier (Ardèche, 1740. augusztus 26. – 1810. június  26.) és Jacques-Étienne Montgolfier (Ardèche, 1745. január 6. – Neuchâtel, 1799. augusztus 2.) francia feltaláló testvérpár, az első hőlégballon megépítői.

## Életpálya
A 16 gyermekes család 12. gyermeke volt Joseph-Michel: tipikus feltaláló, a maga útját járó, álmodozó, nem üzletember típus. Már 1777-től kísérletezett repülésre alkalmas eszközzel. Eleinte úgy vélte, hogy a füst tartalmazza azt a gázt, amely az emelést elősegíti. A szobai kísérletek után megépítette az első felnagyított légi járművét. Meleg levegő előállításával (parázs elhelyezésével a kosárban) 1782. december 14-én utas nélkül, teherrel sikeresen megemelte a ballonját. Légi eszköze a járókelők közé esett vissza.
Étienne-Jacques volt a sorban a 15. gyermek: ő rendelkezett üzleti vénával. A szülők és a testvérek Párizsba küldték építészetet tanulni. 1772-ben Raymond Montgolfier váratlan halála miatt a családi vállalkozás vezető nélkül maradt. Étienne átvette a papírgyártó vállalkozás irányítását, a 18. század legmodernebb papíripari vállalatává fejlesztve azt. Ennek elismeréseként a francia kormány támogatásban részesítette, hogy modellként szolgálja a francia papíripart.

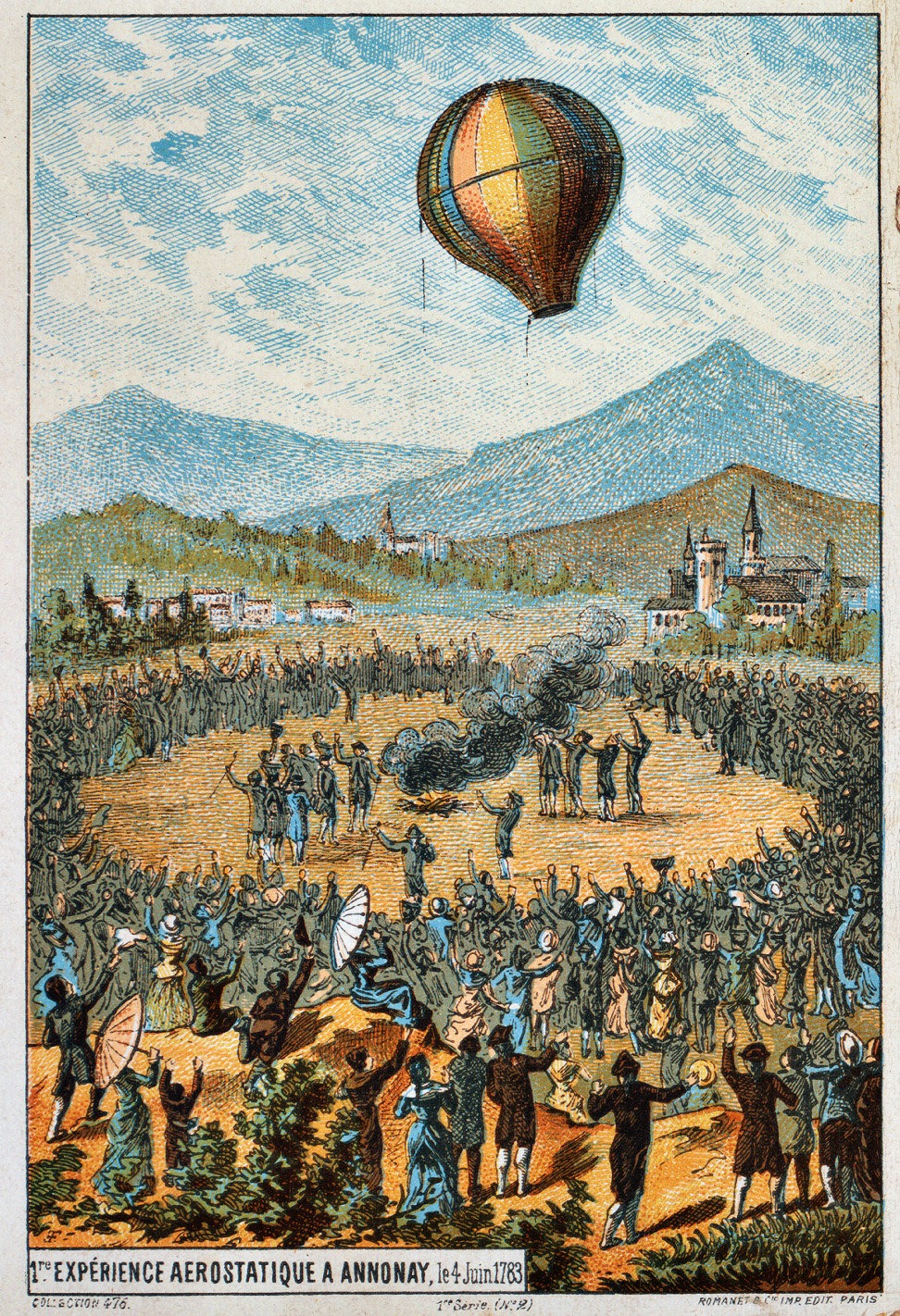
Az első nyilvános bemutató illusztrációja, Annonay, 1783. június 4.

Az első nyilvános repülést 1783. június 4-én tartották nézők és az elöljárók jelenlétében. A hőlégballon gömb alakú volt, zsákvászonból, amit háromrétegű papírral béleltek, és kívülről halhálóval vontak be. A repülés tíz percig tartott, aminek során 1,6-2 kilométeres magasságot értek el. Sikeres repülésük híre gyorsan Párizsba jutott.
A következő tesztrepülésre 1783. szeptember 19-én került sor Versailles-ban, a királyi palota kertjében, XVI. Lajos és Mária Antónia francia királyné, valamint a királyi udvar többi tagjának a jelenlétében. Étienne egy erősebb és tűzálló lakkal bevont ballont épített. Utasoknak kijelöltek egy birkát, egy kakast és egy kacsát. A repülés majdnem nyolc percig tartott, a léggömb közel 3 kilométeres magasság elérését követően biztonságosan landolt.
1783. október 15-e neves dátum a repülés történetében. A testvérek olyan kikötött léggömböt készítettek, amely meleg levegővel megtöltve Étienne-nel a kosárban emelkedett föl. 1783. október 19-én a fizikus Jean-François Pilâtre de Rozier lett a második ember, aki a magasba szállt, szintén kikötött állapotban lévő hőlégballonnal. Szabadon repülő hőlégballonnal viszont ő volt az első, François Laurent d’Arlandes márkival együtt, 1783. november 21-én, a Bois de Boulogne-i erdőből indulva. 9 kilométeres utat tettek meg Párizs felett, 100 m magasan. A ballon magassága 22 m volt, átmérője közel 14,5 m, térfogata 2000 m³. 
XVI. Lajos francia király sikeres repüléseik elismerésére nemesi címre (de Montgolfier) emelte a családot.
Léggömbjük modellje a londoni Science Museumban található.